# 1921 na política

## Eventos
- 20 de janeiro — Proclamação da República da Turquia.
- 1 de fevereiro — Início da rebelião que daria origem à República do Rife.
- 4 de março — Warren G. Harding assume a Presidência dos Estados Unidos.
- 6 de março — Fundação do Partido Comunista Português. Na sede da Associação dos Empregados de Escritório, em Lisboa, realiza-se a Assembleia que elege a direcção do PCP.
- 13 de março — Manuel Allendesalazar Muñoz substitui Eduardo Dato como presidente do governo de Espanha.
- 9 de abril  — Foram conduzidos para o Mosteiro da Batalha, Templo da Pátria, dois Soldados Desconhecidos, vindos da Flandres e da África Portuguesa, representando os gloriosos mortos enviados por Portugal para teatros de operações militares e simbolizando o sacrifício heroico do Povo Português.
- 11 de julho — Independência da Mongólia.
- 23 de julho — Criado formalmente o Partido Comunista da China (PCC) no 1.º Congresso Nacional.
- 14 de agosto — Antonio Maura y Montaner substitui Manuel Allendesalazar Muñoz como presidente do governo de Espanha.
- 18 de setembro — Declaração formal da independência da República do Rife.

## Nascimentos
| Data            | Nome                       | Profissão                                                                                         | Nacionalidade             | Observações | Ref |
| --------------- | -------------------------- | ------------------------------------------------------------------------------------------------- | ------------------------- | ----------- | --- |
| 9 de janeiro    | Rafael Antonio Gutiérrez   | presidente de El Salvador de 1894 a 1898                                                          | El Salvador               | n. 1845     |     |
| 21 de janeiro   | Nivaldo Machado            | político brasileiro                                                                               | Brasil                    | m. 2006     |     |
| 22 de fevereiro | Jean-Bédel Bokassa         | presidente da República Centro-Africana de 1966 a 1976 e imperador centro-africano de 1976 a 1979 | República Centro-Africana | m. 1996     |     |
| 21 de março     | Abdul Salam Arif           | presidente do Iraque de 1963 a 1966                                                               | Iraque                    | m. 1966     |     |
| 9 de abril      | Isaac Navón                | presidente de Israel de 1978 a 1983                                                               | Reino Unido (Jerusalém)   |             |     |
| 8 de junho      | Suharto                    | presidente da Indonésia de 1967 a 1998                                                            | Países Baixos (Indonésia) | m. 2008     |     |
| 30 de junho     | Oswaldo López Arellano     | presidente das Honduras de 1963 a 1971 e de 1972 a 1975                                           | Honduras                  |             |     |
| 5 de julho      | Telmo Thompson Flores      | engenheiro e ex-prefeito de Porto Alegre entre 1969 e 1975                                        | Brasil                    |             |     |
| 10 de junho     | Filipe, Duque de Edimburgo | rei consorte do Reino Unido                                                                       | Grécia                    |             |     |
| 6 de julho      | Nancy Reagan               | primeira-dama dos Estados Unidos da América entre 1981 e 1989                                     | Estados Unidos            |             |     |
| 28 de agosto    | Lidia Gueiler Tejada       | presidente da Bolívia de 1979 a 1980                                                              | Bolívia                   |             |     |
| 17 de setembro  | Virgilio Barco Vargas      | Presidente da República da Colômbia de 1986 a 1990                                                | Colômbia                  | m. 1997     |     |
| 15 de novembro  | Fawzia Fuad do Egito       | princesa do Egito                                                                                 | Egito                     | m. 2013     |     |

## Mortes
| Data           | Nome                                    | Profissão                                                           | Nacionalidade | Observações | Ref |
| -------------- | --------------------------------------- | ------------------------------------------------------------------- | ------------- | ----------- | --- |
| 8 de fevereiro | Piotr Kropotkin                         | anarquista                                                          | Império Russo | n. 1842     |     |
| 8 de março     | Eduardo Dato                            | Presidente do governo espanhol                                      | Espanha       | n. 1856     |     |
| 28 de junho    | Fabriciano Felisberto Carvalho de Brito | Militar e político brasileiro                                       | Brasil        | n. 1840     |     |
| 16 de agosto   | Pedro I da Sérvia                       | Rei da Sérvia e Rei dos Sérvios, Croatas e Eslovenos de 1903 a 1921 | Sérvia        | n. 1844     |     |
| 14 de novembro | Isabel do Brasil                        | Princesa Imperial do Brasil                                         | Brasil        | n. 1846     |     |